# 陳水扁
陳 水扁（ちん すいへん、1950年〈民国39年〉10月12日 - ）は、中華民国（台湾）の政治家。蓬萊島雜誌社栄誉社長。第5代中華民国総統（在任: 2000年 - 2008年）。台南県官田郷（現・台南市官田区）に生まれ、台南客家の後裔を自称する。総統就任以前は台北市議員、立法委員、台北市長、民主進歩党主席を歴任した。陳水扁は直接選挙により選出された2人目の総統であり、初めて民進党から選出された、台湾本土化運動を推進する立場からの総統である。

## 通称
通称は阿扁で、「阿」は人名の前に付け親近感を表す文字であり、その通称で国民との親近感を演出している。これにより台湾の各種メディアでは陳水扁政権を扁政府と称すこともある。ちなみに、学生時代から彼を知る人物は「第一名（就学時代、すべてトップの成績だったことから）」と呼ぶことがある。

## 生い立ち
陳水扁は1950年10月12日に台南県官田郷の小作農家の家庭に長男として生まれた。出生直後は家族は無事に養育できるかの不安が強く、そのため出生届は1951年2月18日になって提出された。貧困脱出を意識して幼少時より勉強に励み、学業成績がいつも優秀であり、農漁会奨学金を得て小学校を卒業することができた。
1969年に国立台南第一高級中学を卒業し、台湾大学商学系へと進学した。しかし、民主活動家黄信介の演説を聞いて政治への関心を強め、商学部を休学し、翌年再度受験に挑戦し、台湾大学法律系に入学した。まだ大学在学中（3年生）の1973年、トップの成績で国家司法試験に合格し、当時最年少の弁護士（律師）となる。翌年に大学を卒業した。右肘の故障（兵役体格標準に達しない程度だけ）が原因で兵役を免れる。
1975年、同じ小・中学校に通っていた呉淑珍と結婚。海商法を専攻していた陳は翌年華夏海商法事務所の弁護士となり、常任顧問弁護士として長栄海運を担当した。

## 政界進出
1979年に発生した美麗島事件が陳が政界に進出する契機となった。被告弁護団に参加した陳は主犯格とされた黄信介の弁護を担当し、党外活動（反中国国民党運動）に従事するようになった。1981年に台北市の市議会議員選挙に立候補し、最高得票で当選した。同時期、台湾民主化運動の先駆者鄭南榕が創刊し、作家である李敖が出資する自由時代系列雑誌社の社長に就任した。当時の雑誌社のスローガンは「100%の言論自由を！」であった。
1985年、台北市議を辞職した陳水扁は台南県長選挙に出馬するが落選した。選挙期間中には、妻・呉淑珍が交通事故に遭う悲劇にも見舞われる（政治テロの可能性も指摘される）。
1986年、蓬莱島雑誌事件で国民党立法委員馮滬祥から名誉毀損で告訴され懲役1年（後に8か月）の判決を受けた。この事件で在野から裁判に対する非難の声が高まったが、陳は判決後控訴しないことを宣言し服役した。同年、呉淑珍夫人が立法委員に当選し、翌年刑期満了で出獄した陳は弁護士活動を再開し、呉の政策秘書として政治活動を再開した。
同年民主進歩党が結成されると、翌1987年に入党し中央常務委員に就任。1989年に立法委員に当選すると、民進党議員団幹事長となり、1992年には2期目を務めている。陳が立法委員を務めた期間、国会での質問が評価され、また「国防組織法」を提出するなど積極的に活動し、1993年7月にはアメリカの雑誌『ニューズウィーク』で台湾国会の風雲児として紹介されている。

## 台北市長
1994年、初めての台北市長直接選挙が実施されると陳は謝長廷を破り民進党の公認を得て立候補した。国民党公認候補は現職の黄大洲であったが、当時国民党から一部勢力が分裂し新党を結成し、趙少康を擁立していたため、国民党票が二分されたこともあり、陳は市長に当選した。
台湾の住民は首都の市長となった陳の政治手腕と民衆に近い政治センスに高い評価を与え、高い支持率の下、陳は台北捷運の建設や下水道をはじめとする治水事業などを実施し、また既得権益に打撃を与える清廉さで支持率は76%を記録した。しかし1998年の市長選では再選を目指す陳に対し、国民党は民衆の支持がある馬英九を擁し、結果として陳はわずかに及ばず落選した。

## 総統選出馬

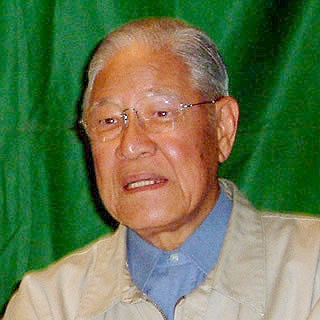
李登輝

台北市長選落選後の1999年、陳は「学習之旅」と銘打った外国歴訪に出発し、2000年の総統選挙に照準を合わせた活動を開始する。また帰国後は台湾の全309郷鎮を訪問し、今後の政策運営のための地盤づくりを行った。そして同年7月、民進党候補として総統選挙への立候補を正式に表明した。
陳水扁はイギリスの労働党の改革をモデルとし、中間左派の「新中間路線」を政策主軸とした。この時、陳水扁は総統選当選の可能性を認識しておらず、将来の政治活動のための準備期間として認識していた。そのためメディアを通じ自叙伝『台湾之子』を出版して、自己の経歴と主張、理念、台湾の未来について述べていた。
しかし総統選挙では、国民党の総統候補争いで連戦に敗れた宋楚瑜が国民党を離党し無所属候補として総統選挙に出馬したため、国民党支持票が割れた。その結果、陳は39.3%の得票率で当選し、5月20日に中華民国第10代総統に就任した。これは国民党出身の李登輝から民進党への政権交代であり、半世紀に及ぶ国民党支配体制を民主的選挙によって終焉させた。

## 中華民国総統として

### 1期目（2000年 - 2004年）
陳が総統に就任する以前、台湾では政権交代の必要性が叫ばれていたが、実際に交代すると半世紀に及ぶ国民党支配の影響力が大きく、政権運営に支障を来した。政権発足当初は国民党籍の唐飛を 行政院長に指名し、超党派による「全民政府」を掲げたが、「核四問題（台湾第四原子力発電所建設問題）」で建設に反対した陳と対立し唐が辞任。「全民政府」は崩壊し、陳は代わりに民進党の張俊雄を行政院長に指名するが、今度は立法院の多数を占める国民党および親民党（総統選挙後に宋楚瑜が結成）からの罷免決議案に対し譲歩して建設続行を表明するなど、独自色を薄める結果となった。
また、陳政権後各方面から政策実行能力などで批判が発生する。特に民進党結党時のメンバーからの批判が注目された。民進党主席の地位を争い、敗北した結果離党した主席経験者の許信良、党宣伝部主任でスポークスマンだった陳文茜などが反陳水扁勢力の代表であり、2000年の総統選挙後に反陳水扁の言論を行うようになった。陳水扁は野党勢力を結集させた民進党政権を確立したが、政権獲得後は党内の反対派の意見を抑圧しているとの批判を受けるようになった。
2002年9月、軍公教待遇改革問題で10万人の教師がデモを行い、数か月後に農民、漁民などが政府が発表した農漁会改革に反対し大規模なデモにつながり、行政院農業委員会主任委員の范振宗および財政部長である李庸三の引責辞任に発展した。陳水扁は中央機構のメンバーを大幅に入れ替えた。国民党体制の改革を目標としたこの措置も、反対派からは政治経験が豊かな国民党系メンバーに代えて、経験に乏しい民進党系メンバーを登用したことが政治の真空状態を発生させたと批判の対象となっている。

### 2期目（2004年 - 2008年）

#### 総統選挙再選

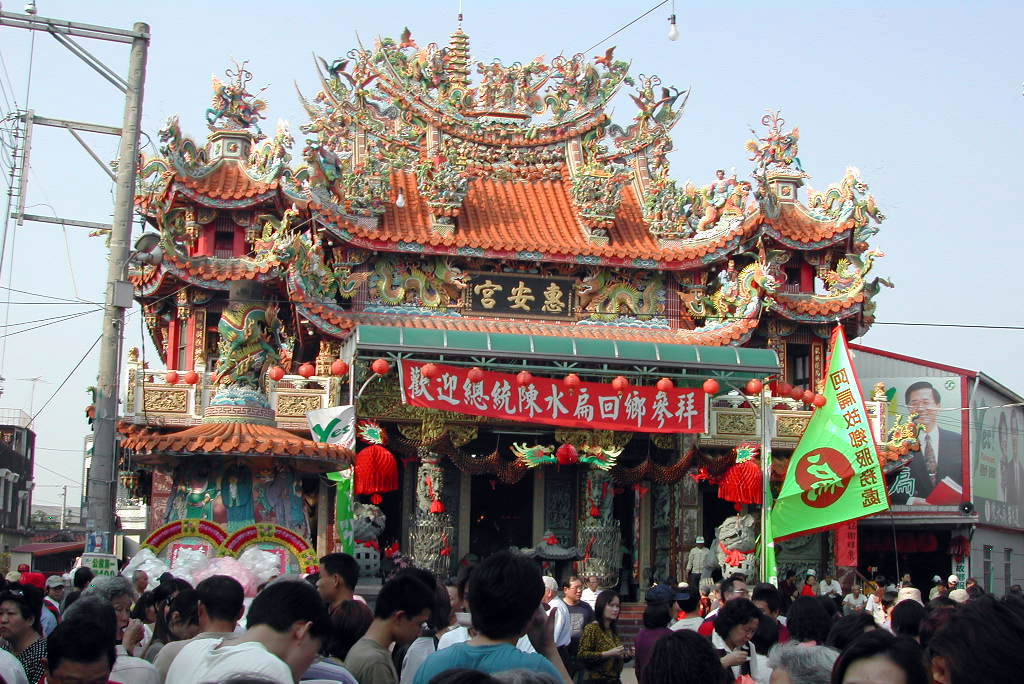
2004年の総統選挙

2004年の総統選挙では、国民党と親民党が選挙協力を行い泛藍連盟を形成したことで当初優勢と考えられていたが、台湾独立意識の高まり（李登輝主催の台湾独立デモに想定を超える100万人超の参加者が集まるなど）により民進党や台湾団結連盟などの泛緑連盟の支持率も少しずつ上がっていき、泛藍と支持率を並べるようになった。
そのような情勢の中で、投票前日の3月19日、陳水扁と副総統候補の呂秀蓮が台南で民衆の応援に応えながらパレードしている最中に銃撃を受けて負傷するという暗殺未遂事件（三一九槍撃事件）が発生した。この事件は選挙結果にも影響を与えたとされ、得票率50.11%対49.89%、わずか2万9518票差（無効票約33万票）で陳水扁が当選した。非常に僅差での勝利であったため泛藍連盟は強い反発を示し、総統候補の連戦が「銃撃事件は自作自演であり、選挙は無効」と訴え、支持者は連日抗議デモを行った。これに対し司法は数か月にわたる審理を行い、2004年11月4日午後4時2分に連戦の訴えを退け、陳の当選有効が確定した。
銃撃事件に関してはさまざまな調査が行われた。鑑定専門家の李昌鈺による調査では、陳の銃創が拳銃によるものであるとの鑑定結果が提出され、残された弾丸より犯人捜査が行われた。その後被疑者として地元出身の無職の男、陳義雄が特定されたが、約10日後、水死体で発見され、自殺かどうかもわからず、動機などの真相は明らかにされなかった。
尚、事件から数年後、中国の反体制活動家・袁紅氷が「中国人民解放軍の情報機関が台湾の選挙を混乱させようとして実行したテロだ」と証言したが、それを裏付ける資料はでていない。
2006年10月9日、陳水扁は中華民国国慶日式典に出席するため訪台した日華議員懇談会のメンバーと会見し、その席で北朝鮮が同日に地下核実験を実施したことを強く非難するとともに、日本とアメリカとの軍事交流を強化して、両国と準軍事同盟を構築する必要性を強調した。

#### スキャンダル

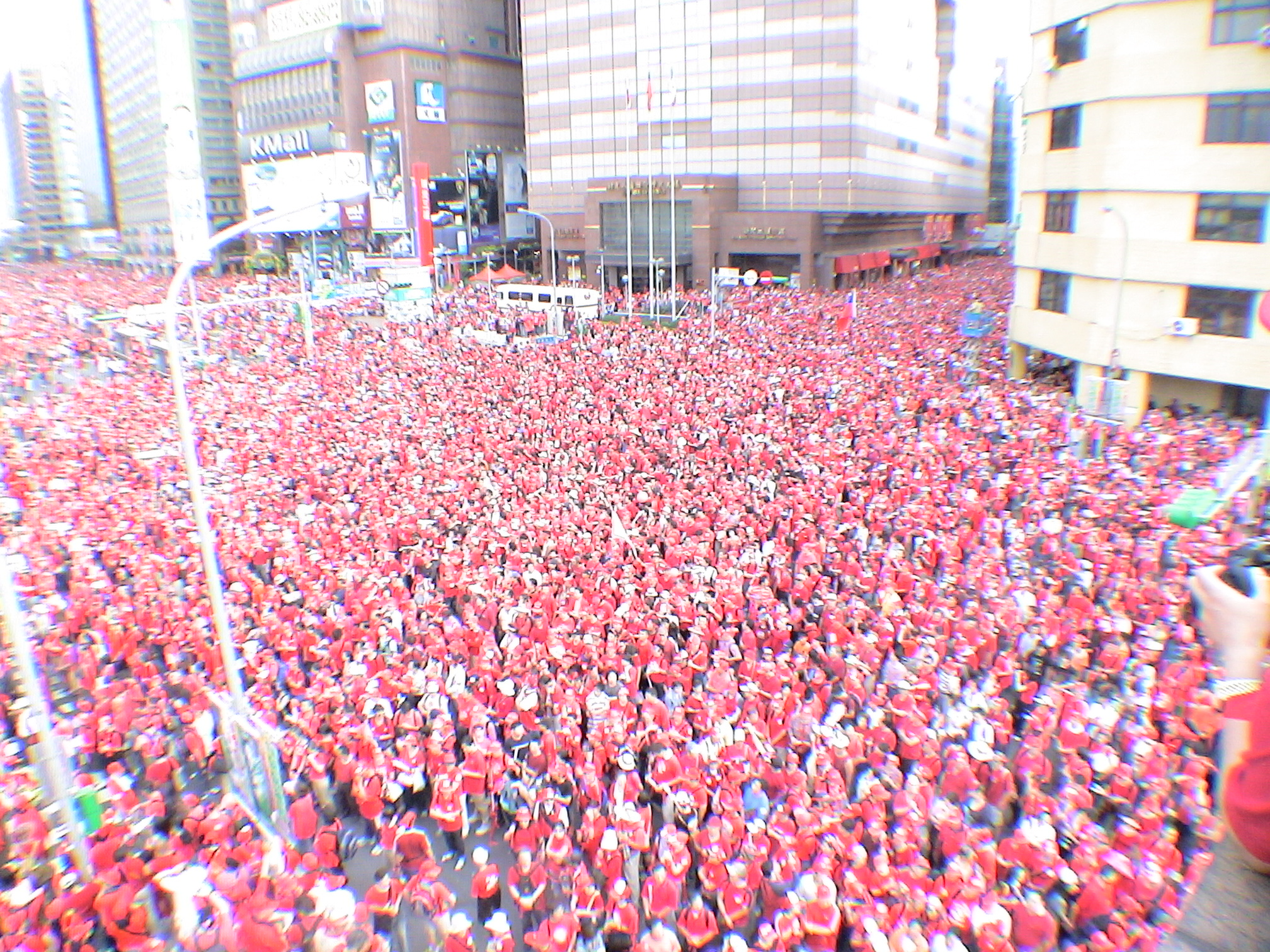
陳水扁退陣を求める「紅衫軍」

2005年8月、高雄捷運における陳哲男のスキャンダルが表面化する。前総統府秘書長陳哲男が業者の招待を受けて海外旅行したというものであり、清廉さを謳った陳政権にとって初めての打撃となった。立法委員の邱毅によるスキャンダル追及が続き、台湾メディアで長期にわたり注目された。
続いて2006年5月25日、陳水扁の娘婿である趙建銘のスキャンダルが表面化する。台湾土地開発公司の不正取引に関する内容であり、台北地方法院は証拠隠滅のおそれがあるとし身柄拘束の上、接見禁止を決定した。また妻・呉淑珍に対しても百貨店太平洋崇光の商品券の受け取りおよびインサイダー取引も浮上し陳水扁の政局運営に重大な被害を与えた。これを受けて5月31日に陳水扁は職権を除き与党の運営や選挙活動から手を引くと宣言した。
さらに同年11月3日、呉淑珍が検察当局から総統府機密費1480万台湾元を私的流用していたとして、汚職と文書偽造の罪で起訴された。起訴によって陳の退陣を求める声が野党や中間層だけでなく与党民進党内部からも噴出した。民進党の友好政党だった台湾団結連盟も総統罷免案が提出された場合賛成する意向を表明し、陳は窮地に追い込まれた。こうした中で陳は11月5日に記者会見を開き、機密費の私的流用疑惑を否定した上で、裁判の一審で呉に有罪判決が出た場合総統を辞任する意向を表明したが、与野党・世論の不信を払拭するまでには至らなかった。

#### 台湾正名政策

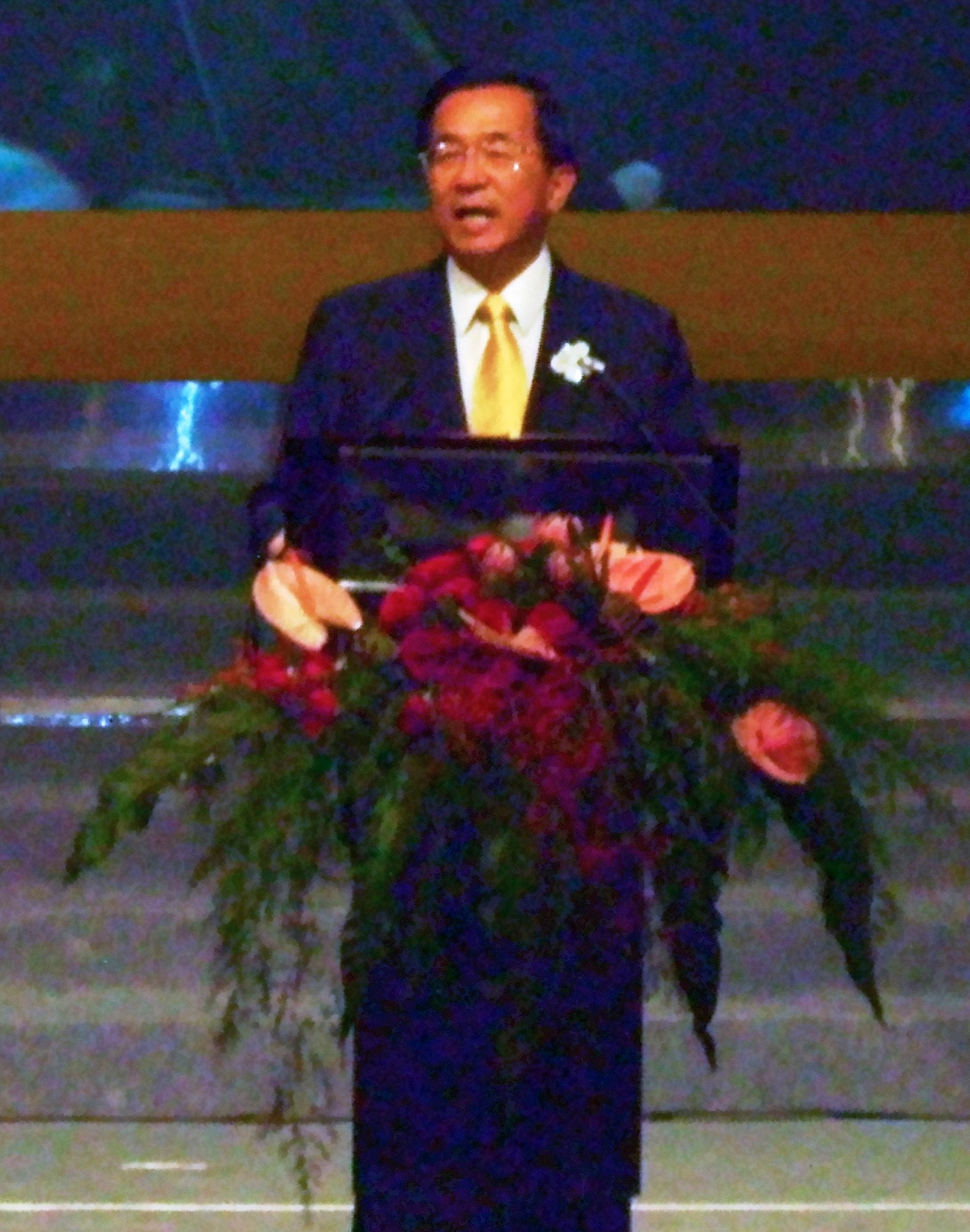
2006年、台湾スポーツ・エリート・アワードで開会スピーチを行う陳水扁

陳政権の二期目では、台湾正名政策を加速度的に進め、公的機関などで使用されている「中国、中華 (China) 」という呼称を「台湾 (Taiwan) 」へ置き換えるようになった。2007年2月12日、台湾の郵便事業を行う「中華郵政」の名称を「台湾郵政」に変更した（しかし馬英九政権になった2008年8月に「中華郵政」に戻すことが決定された）。同時に「中国造船」は「台湾国際造船」、「中国石油」は「台湾中油」と改称された。
また「去蔣化」も推進された。2006年9月6日に、蔣介石の名前である「中正」（介石は字）を冠した「中正国際空港」の名称を「台湾桃園国際空港」に変更した。さらに、2007年5月19日に「中正紀念堂」を「台湾民主紀念館」に改めたが、こちらは立法院に否決され、6月7日に元の名称に戻った。

#### 支持率低迷と2008年立法院選挙
前述のスキャンダルの影響もあり、陳の支持率は低迷した。2008年1月12日の立法院選挙では民進党主席として挑んだが、定数113議席のうち27議席しか得られず、81議席を得た国民党の大幅なリードを受けて「党創設以来、最大の惨敗」と述べ、党主席を引責辞任する。

### 両岸関係と外交政策
陳は本来、台湾独立の傾向が強い人物であるが、強本西進を掲げ、一期目の就任演説では「四つのノー、一つのない」の原則を打ち出し、任期中の台湾独立に繋がる国号変更などは行わないことを明言していた。しかし、前年に反分裂国家法が制定されたことから2006年春節の演説では国家統一綱領と国家統一委員会の廃止の可能性および国際連合に「台湾」名義での加盟申請に言及した。これは前述の原則の「一つのない」に違反するものであるとして、野党泛藍連盟から強烈な批判を受けた。また、アメリカ国務省の1月30日のレポートも、陳水扁の春節発言に対し「一つの中国政策は変更されない」と現状維持の要望を表明した。2006年2月27日、陳は国家統一委員会と国家統一綱領の運用停止を発表し、中国からの強い反発を受けた。
2007年5月10日、陳水扁は記者団に対し、中国共産党中央委員会総書記・胡錦濤に台湾訪問の正式要請を行ったことを明らかにした。今回の要請の目的が、台湾と中国の両政府の直接対話にあるため、従来の「台湾は独立した国家で中国の一部分でもなければ、一地方政府でもないことを認めよ」というような前提条件を付けていないことも表明し、胡主席に「台湾の現実を理解してほしい」と言いたいとも話した。台湾と中国の統一には東西ドイツの統一モデルを参考にしたいとし、中国側に参考にしてもらいたいとの希望を語った。
同年10月10日に久しく行われていなかった軍事パレードを開催し、独力で開発した最新兵器を披露して中国政府を牽制した。スピーチでは「中国と台湾はそれぞれ独立した国であり、これは否定しようのない事実である」と発言した。
2001年1月1日より「小三通」と称し、廈門と金門島の間で客船が運航され中国との三通を限定的に実行し、その後さらなる両岸貿易促進が熱望されていたが、陳水扁政権内では実現しなかった。また、中国進出に代わる政策として「南向政策」を発表、台湾企業に対し東南アジア諸国への投資を要望した。2006年1月1日には中国との経済関係を「積極開放、有效管理（政府が積極的に開放することで効果的な管理をする）」から「積極管理、有效開放（政府が積極的に管理することで効果的な開放をする）」への転換を明言した。

## 総統退任後の逮捕・公判

### 逮捕
2008年5月20日に総統を退任し、憲法が保障する総統の不起訴特権がなくなったことから、検察当局が陳水扁による私的流用疑惑の本格的な捜査を開始すると発表し、陳に対し出国制限措置がとられた。
さらに、台湾のマスコミによって、不明の資金をスイスなどに送金し蓄財しているという資金洗浄が新たに浮上し、同年8月15日陳は妻とともに民進党を離党した。18日には、陳の海外渡航禁止措置がとられた。
同年11月11日、総統府機密費流用及び資金洗浄容疑などにより台湾最高検に逮捕され、台北地方法院に移送された。
移送の際、陳は手錠を頭上に掲げ、拘束を馬英九政権による「政治的弾圧」だと訴えるとともに、連行時に暴行を受けたと主張したが、病院で診察の結果問題はないと判断され、台北地方法院は12日に勾留を決定、台北看守所（拘置所）に陳の身柄を移送した。
陳は逮捕に抗議してハンガー・ストライキを決行し、16日、健康状態の悪化により病院に搬送された（その後も二度ハンストを決行している）。

### 起訴
台湾最高検は2008年12月12日、陳を（1）総統府機密費の不正流用（2）海外口座を利用した資金洗浄（3）台北市郊外の土地開発をめぐる収賄（4）台北市内の公共工事の入札をめぐる収賄－の4つの事件について、マネーロンダリング（資金洗浄）防止法違反などの罪で起訴した。
翌13日、台北地方法院はいったん保釈を認める決定を下した。しかし、検察当局の不服申立てを受けて台北高等法院が審理のやり直しを命じ、30日、台北地方法院は保釈を取消したため、結局、陳の身柄は一度も解放されることなく、再び台北看守所に移送された。
第一審公判中の2009年5月5日、台湾最高検は、別の収賄事件で陳を追起訴した。

### 公判

#### 第一審
第一審の初公判は2009年1月19日に台北地方法院で開かれ、陳は「このような辱めは受け入れられないし、死んでも死にきれない」と無罪を主張、約1時間にわたって立ったまま自ら弁論を行った。
陳の勾留延長をめぐる裁判も行われたが、3月3日、5月11日、7月13日の3度にわたり、いずれも勾留延長の決定がなされた。
同年9月11日、台北地方法院は、陳に対し、総統府機密費の横領・収賄・マネーロンダリング（資金洗浄）などの罪で有罪認定し、無期懲役、罰金2億台湾元（約5億6000万円）、終身公民権剥奪の判決を言い渡した。
また、事件を主導したとされる呉淑珍夫人にも無期懲役、罰金3億台湾元、終身公民権剥奪の判決を下した。長男・陳致中も懲役2年6月、側近の馬永成・前総統府副秘書長も懲役20年など、共犯として起訴された12人全員が有罪判決となった。

#### 控訴審
陳は一審判決を不服として控訴し、改めて全面無罪を主張した。
控訴後まもない2009年9月22日、台湾最高検は、別件の外交機密費の横領の罪で陳を追起訴し、邱義仁元総統府秘書長も起訴した。
2010年6月10日、台北高等法院は、陳に対し、一審判決の量刑を懲役20年、公民権剥奪10年に減刑する判決を下した。呉淑珍夫人に対しても懲役20年に減刑する判決が言い渡された。

#### 上告審
2010年11月11日、最高法院（最高裁）は、陳に対し、土地取引に絡む収賄事件で懲役11年、罰金1億5000万台湾元（控訴審判決を減刑）を言い渡した。人事に絡む収賄事件では懲役8年の控訴審判決を維持した。機密費流用とマネーロンダリングの事件については控訴審に差し戻した。
収賄事件の判決確定により、同年12月2日、陳は収監された。

#### 差戻審
2011年8月26日、台北高等法院で差戻審判決があり、機密費流用事件について逆転無罪判決を下した。機密費に関する文書偽造罪については控訴審判決よりも10ヶ月少ない懲役1年8ヶ月、マネーロンダリングについては懲役2年となり、総合すると、陳は懲役2年8ヶ月および300万元の罰金となった。他方、呉淑珍夫人は、懲役11年6ヶ月、2200万台湾元の罰金、5年間の公民権剥奪となった。
台湾最高検は差戻審判決を不服として最高法院に上告した。

### 仮釈放
2013年6月3日、刑務所に収監中の陳がトイレでタオルを用いて自殺を図ったものの、すぐに看守が発見したため、未遂に終わった。
2015年1月5日、うつ病や手足の震えなどで健康状態が悪化しているため、自宅療養が認められ釈放。高雄市にある自宅での療養を開始した。2016年4月には台北高等法院が陳の病気が回復するまで残る裁判の審理を停止すべきとの家族の訴えを認め、裁判は事実上終了した。釈放中の政治活動は認められていないが、同年6月には自ら設立した研修機関の記念パーティーに参加している。

### 政界引退
仮釈放後2019年に「一辺一国行動党」を結成、2020年の立法院選挙に候補者を送り込んだが全員落選。この敗北で陳は政界を引退した。

## その他
アメリカ司法省は、2010年7月14日、陳一家が米ニューヨークのマンハッタンに所有している豪華マンションなどの不動産をマネーロンダリング（資金洗浄）関連として没収するため、ニューヨーク州の裁判所などに民事訴訟を起こした。米政府は、没収が認められれば、不動産を売却し、その売却益の一部を台湾政府に返還する予定という。

## 選挙記録
| 年度 | 選挙                   | 選挙区                 | 所属政党   | 得票数    | 得票率 | 当選 | 注釈 |
| ---- | ---------------------- | ---------------------- | ---------- | --------- | ------ | ---- | ---- |
| 1981 | 第4回台北市議員選挙    | 第二選挙区             | 無所属     | 24,028    | 11.29% |      |      |
| 1985 | 第10回台南県長選挙     | 台南県                 | 無所属     | 157,513   | 33.18% |      |      |
| 1989 | 第1回立法委員第6次選挙 | 台北市第一選挙区       | 民主進歩党 | 78,057    | 14.50% |      |      |
| 1992 | 第2回立法委員選挙      | 台北市第一選挙区       | 民主進歩党 | 97,376    | 16.13% |      |      |
| 1994 | 第1回台北市長選挙      | 台北市                 | 民主進歩党 | 615,090   | 43.67% |      |      |
| 1998 | 第2回台北市長選挙      | 台北市                 | 民主進歩党 | 688,072   | 45.91% |      |      |
| 2000 | 第10期総統・副総統選挙 | 第10期総統・副総統選挙 | 民主進歩党 | 4,977,697 | 39.30% |      |      |
| 2004 | 第11期総統・副総統選挙 | 第11期総統・副総統選挙 | 民主進歩党 | 6,471,970 | 50.11% |      |      |